# 2I/Borissov
Pour les articles homonymes, voir Borissov et Comète Borissov.
2I/Borissov (désignation provisoire C/2019 Q4 (Borissov), désignation temporaire gb00234) est une comète interstellaire repérée dans le système solaire le 30 août 2019 par Guennadi Borissov au Mobil Astronomical Robotics Genon Observatory (d) (MARGO), à Naoutchnyï, en Crimée.

## Découverte
2I/Borissov a été découverte par l'astronome amateur ukrainien Guennadi Borissov le 30 août 2019 au Mobil Astronomical Robotics Genon Observatory (MARGO), à Naoutchnyï, en Crimée. Guennadi Borissov a utilisé un télescope de 0,65 mètre d'ouverture fabriqué par lui-même. Il décrit la découverte de l'objet ainsi :

« Je l'ai observé le 29 août, mais c'était le 30 août GMT. J'ai vu un objet qui bougeait dans le champ, il se déplaçait dans une direction qui était légèrement différente de celle des astéroïdes principaux. J'ai mesuré ses coordonnées et consulté la base de données du Centre des planètes mineures. Il s'avéra qu'il s'agissait d'un nouvel objet. J'ai alors mesuré la probabilité que ce soit un objet proche de la Terre, elle est calculée à partir de plusieurs paramètres, et il s'avéra qu'elle était de 100 % — autrement dit, dangereux. Dans ce genre de cas, je dois immédiatement publier les paramètres sur la page web mondiale de confirmation des astéroïdes dangereux. Je les ai publiés et ai écrit que l'objet était diffus et qu'il n'était pas un astéroïde, mais une comète. »

## Trajectoire

### Détermination initiale
Lors de sa découverte, la comète s'approchait du Soleil et était située à une distance de 3 ± 0,1 unité astronomiques du Soleil, à 3,8 ± 0,1 unités astronomiques de la Terre et avait une élongation solaire de 38 degrés.

### Paramètres orbitaux
Son orbite a une excentricité supérieure à 3, en raison de sa vitesse à l'infini supérieure à 30 kilomètres par seconde, ce qui ne laisse guère de doute sur le fait qu'il s'agit d'un objet interstellaire, le second cas connu, le premier étant 1I/ʻOumuamua, découvert en 2017.
Elle est passée au périhélie le 8 décembre 2019 et était alors à 2,01 unités astronomiques du Soleil.

### Origine
Sa trajectoire indique qu'elle provient de la direction de la constellation de Cassiopée, près de la limite avec la constellation de Persée et très près du plan galactique, ce qui suggère une origine interne à la Voie lactée. 
À la suite de la découverte de 1I/ʻOumuamua, l'astronome Avi Loeb avait émis l'hypothèse que l'objet fût une sonde spatiale extraterrestre, même si cette opinion était de loin minoritaire au sein de la communauté scientifique. Selon l'Institut SETI, la découverte de C/2019 Q4 (Borissov) réduit encore la probabilité que ces objets interstellaires soient de nature artificielle.
Selon Piotr A. Dybczyński (pl), Małgorzata Królikowska et Rita Wysoczańska, 2I/Borissov serait passé il y a 1 million d'années à 1,74 parsec (5,67 années-lumière) de l'étoile binaire Kruger 60 avec une vitesse relative de 3,43 kilomètres par seconde. Bien que les auteurs prétendent que ces données font de ce système une origine plausible pour 2I/Borissov, cette origine est pourtant exclue à 30 sigmas par leurs propres données, ce qui exclut très clairement cette origine.
Une autre étude publiée en 2020 a montré que 2I/Borissov serait passé à 0,068 pc de l'étoile Ross 573, aujourd'hui située à 21 pc du Soleil, il y a environ 900 000 ans sans que cela n'indique nécessairement qu'elle en est originaire. Quatorze étoiles au total ont été déterminées comme ayant été approchées à moins d'un parsec de 2I/Borissov. Les données astrométriques sont trop lacunaires pour pouvoir déterminer une éventuelle origine à la comète si celle-ci date de plus de 10 millions d'années.
Le fait que la comète expulse beaucoup de monoxyde de carbone pourrait indiquer que la comète viendrait de régions très froides, et qu'elle serait peut-être originaire du système d'une étoile naine rouge.

### Risque de collision
La comète fut listée sur la page de confirmation des objets proches de la Terre (NEOCP pour l'anglais near-Earth object confirmation page) sous la désignation gb00234 (voir la section Désignation) car les solutions orbitales laissaient la possibilité qu'elle s'approche de façon notable de la Terre. Avant que les incertitudes ne soient réduites suffisamment pour savoir que la comète avait une trajectoire hyperbolique (e > 1) et était située à 3 unités astronomiques du Soleil, les solutions orbitales suggéraient qu'elle pouvait se trouver à 1,4 unité astronomique du Soleil, avoir un aphélie (point le plus éloigné du Soleil) à 1,6 unité astronomique et faire le tour du Soleil en moins d'un an. Une telle solution provenait d'un échange entre excentricité et inclinaison, avec une inclinaison plus haute atteignant 75 degrés et une excentricité plus faible atteignant 0,7. On sait maintenant qu'une telle orbite est invalide. Le risque qu'elle entre en contact avec une planète du système solaire, et a fortiori la Terre, est donc inexistant.

### Atteignabilité
La vitesse à l'infini élevée de 2I/Borissov (30,7 kilomètres par seconde) le rend plus difficile à atteindre que 1I/ʻOumuamua (26,33 km/s). Selon une équipe de l'Initiative for Interstellar Studies, une sonde spatiale de deux tonnes aurait théoriquement pu être lancée en juillet 2018 pour intercepter 2I/Borissov en utilisant un lanceur de la classe des Falcon Heavy, mais seulement si l'objet avait été découvert bien plus tôt qu'il ne l'a été. Un lancement après la date de la véritable découverte nécessiterait un lanceur bien plus grand, comme le Space Launch System (SLS), ainsi que la combinaison d'un survol de Jupiter et d'une manœuvre d'Oberth. Même un lanceur de la classe des SLS ne serait désormais capable que de délivrer une charge utile de 3 kilogrammes (comme un CubeSat) sur une trajectoire qui croiserait 2I/Borissov. Selon des témoignages du Congrès, la NASA pourrait avoir besoin d'au moins cinq ans de préparation pour lancer une telle mission d'interception.

## Désignation
Lors de sa découverte le 30 août 2019, Guennadi Borissov lui a attribué la désignation temporaire gb00234,. Le 11 septembre 2019 suivant, le Centre des planètes mineures officialise la découverte et attribue à l'objet la désignation provisoire normalisée C/2019 Q4 (Borissov), conformément à la nomenclature pour les comètes. Sa nature d'objet interstellaire ne faisant plus de doute, elle reçoit officiellement la désignation « 2I » le 24 septembre 2019. Elle conserve à cette occasion le nom « Borissov », d'où sa désignation complète « 2I/Borissov »,.

## Caractéristiques physiques

### Taille
Le noyau de 2I/Borissov serait un objet relativement grand, entre 2 et 16 kilomètres.
David Jewitt a déposé une demande de temps d'observation pour observer la comète avec le télescope spatial Hubble. Ces observations, capables d'isoler le noyau de la comète de sa chevelure, permettront notamment de déterminer sa taille.
Selon Amir Siraj et Abraham Loeb, un noyau de taille kilométrique pour 2I/Borissov serait cohérent avec 1I/ʻOumuamua et CNEOS-2014-01-08, résultant en une seule distribution en loi de puissance avec la même quantité de masse par intervalle logarithmique d'objets interstellaires. Il faut néanmoins rappeler que l'origine interstellaire de CNEOS-2014-01-08, défendue par Loeb, est contestée par une partie de la communauté astronomique, les informations sur la trajectoire de l'objet étant insuffisantes pour conclure de façon affirmative.

### Composition
Le 14 septembre 2019, l'Institut d'astrophysique des Canaries annonce avoir obtenu le spectre visible (à basse résolution) de l'objet la veille grâce au Gran Telescopio Canarias. Ce spectre montre que cet objet a une composition de surface qui diffère peu de celle trouvée pour les comètes typiques du nuage de Oort.
Une équipe menée par Alan Fitzsimmons a détecté du cyanogène dans la chevelure de 2I/Borissov.
À partir de la pente de couleur dérivée du spectre de 2I/Borissov, Evgenij Zubko, Ekaterina Chornaya, Gorden Videen et Sungsoo S. Kim ont contraint la composition chimique et la distribution de taille de la poussière dans sa chevelure.
Cyrielle Opitom et ses collègues ont pour leur part montré que 2I/Borissov est déplétée en carbone diatomique.

## Fragmentation
Au cours du mois de mars 2020, les photographies du télescope spatial Hubble ont permis d'observer que le noyau de 2I/Borissov s'est fragmenté en plusieurs fragments.
La découverte d'un premier fragment a été annoncée le 2 avril 2020 par David Jewitt et ses collègues. Ce fragment était situé à 0,1 seconde d'arc du noyau principal, soit 180 kilomètres. Ce fragment était absent des photographies du 23 mars mais est visible sur celles des 28 et 30 mars.
Le 3 avril, Bryce T. Bolin et ses collègues ont de leur côté annoncé l'observation d'un autre fragment. Celui-ci est situé à 0,3 seconde d'arc du noyau et a une taille estimée à moins de 100 mètres. Il n'était pas présent sur les photographies du 24 février, mais est visible sur celles des 23, 28 et 30 mars. Il aurait été éjecté le 7 mars, à peu près quand la comète a eu un sursaut de 0,7 magnitude observé depuis le sol. Les observations postérieures au sursaut d'activité montrent par ailleurs deux nouveaux jets.